# Michael Batty
Pour les articles homonymes, voir Batty.
Michael Batty, né le 11 janvier 1945, est un architecte-urbaniste et géographe britannique.
Il est le lauréat, notamment, du prix Vautrin Lud 2013 qui lui a été remis en octobre 2013 à Saint-Dié-des-Vosges dans le cadre du 24e Festival international de géographie (FIG).